# Doorgezaagde bunker

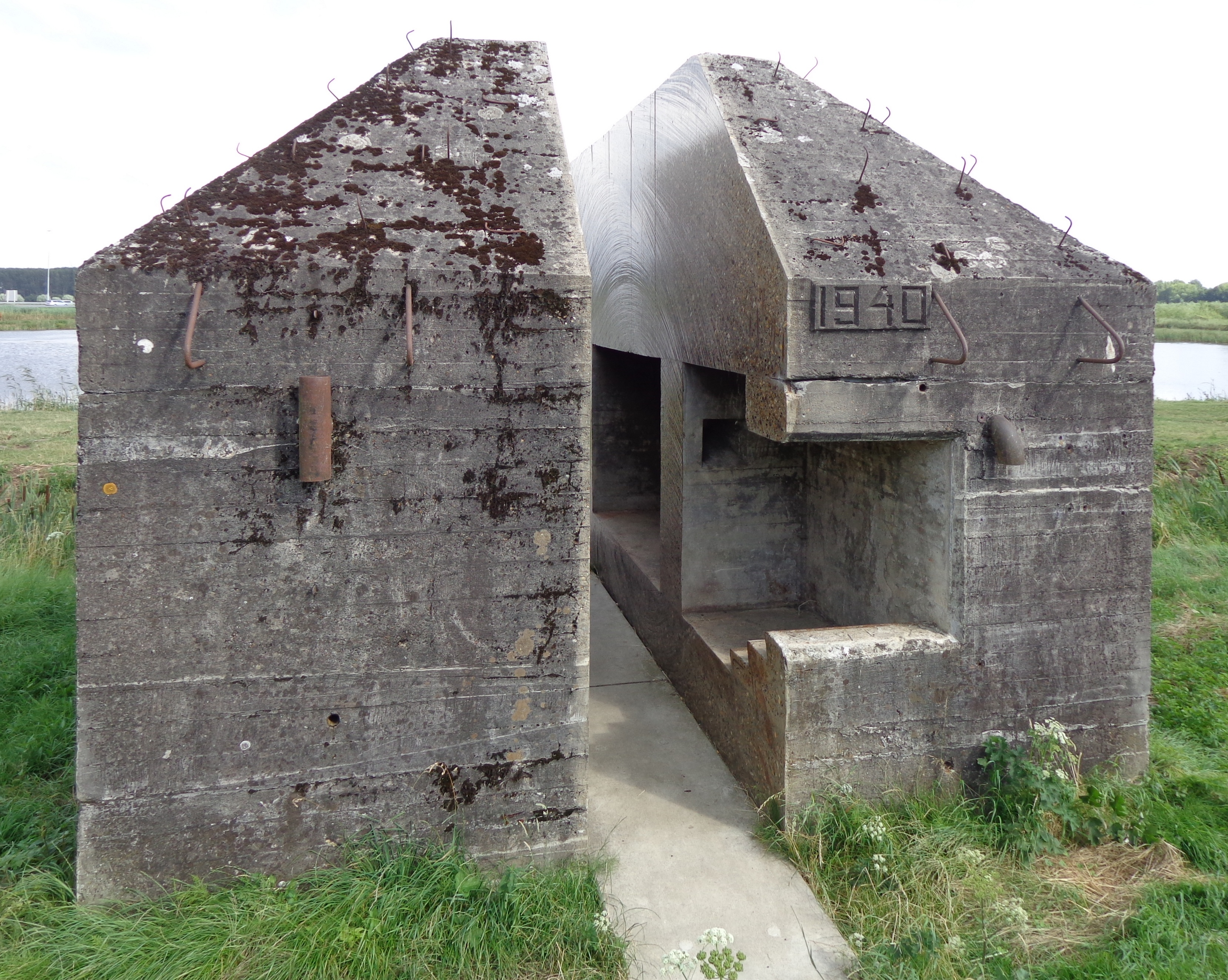
De doorgezaagde bunker

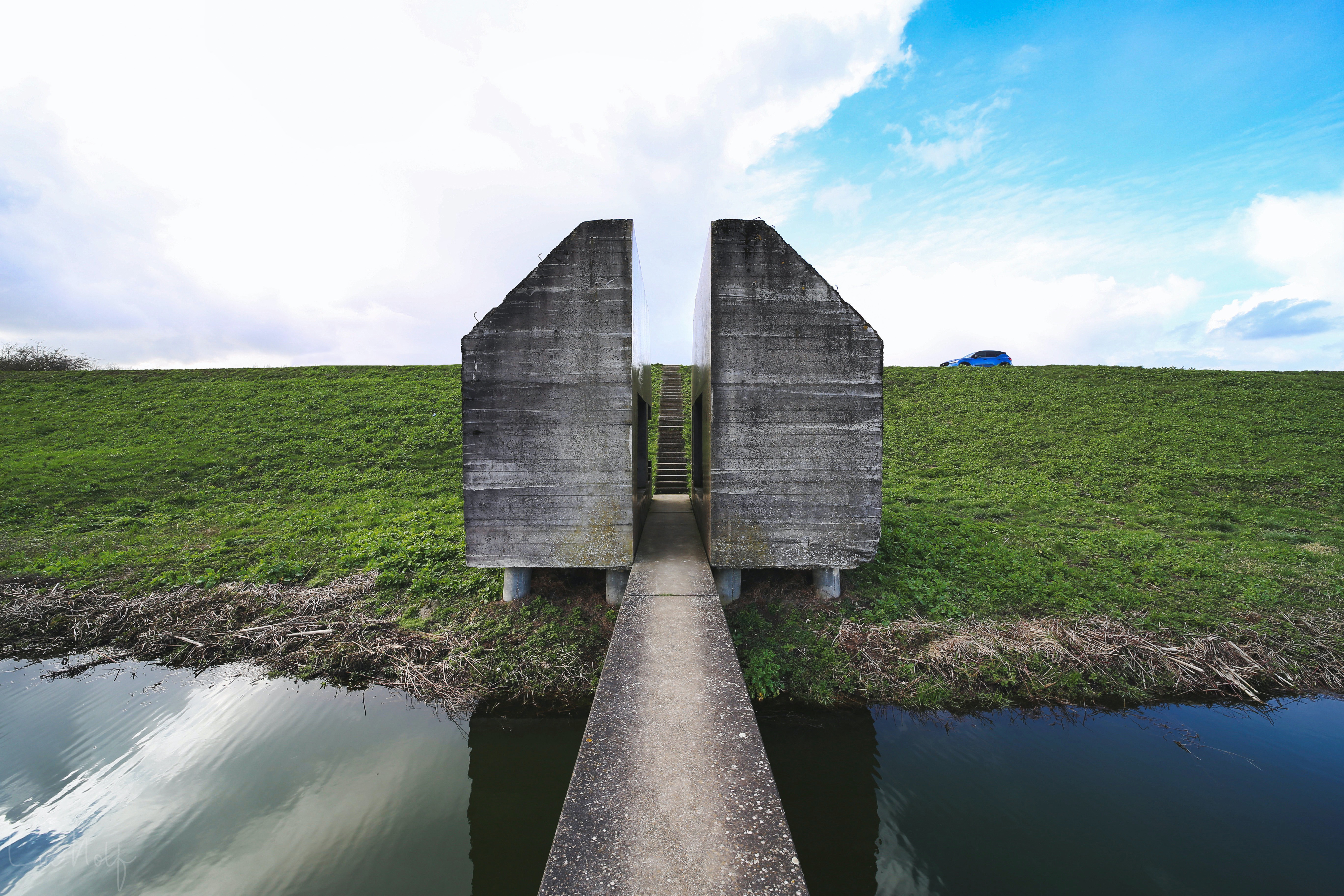

De doorgezaagde bunker, ook bekend als Bunker 599 en Groepsschuilplaats 599, is een openbare attractie voor bezoekers van de Diefdijklinie (onderdeel van de Nieuwe Hollandse Waterlinie). 
Hij ligt aan de Diefdijk in de gemeente Culemborg. 
Het object is een groepsschuilplaats, gebouwd in 1940.
De bunker is zichtbaar vanaf de rijksweg A2 en is toegankelijk voor bezoekers.
De bunker is in 2010 in twee gedeeld door een stuk van ongeveer een meter breed los te zagen en te verwijderen.
Dit als deel van het overheidsproject "Molenkade".
Het zaagwerk (met een diamantzaag door metersdik gewapend beton) duurde vier weken.
Er is een trap gemaakt; die voert van de dijk af naar een pad dat door de bunker tot over het water loopt. 
In het water langs het pad staan palen die de waterhoogte aangeven als het land onder water gezet zou worden.
Het ontwerp is van het Nederlandse kunstenaarscollectief RAAAF | Atelier de Lyon.
De onthulling gebeurde op zaterdag 25 september 2010 door Gerda Verburg, toenmalig minister van Landbouw, Natuur en Voedselkwaliteit.
Bunker 599 is een gewilde fotolocatie bij het voorbijkomend publiek. Sinds 2017 is er een geocache geplaatst.